# Quadricalcarifera medioviridis
Quadricalcarifera medioviridis är en fjärilsart som beskrevs av Sergius G. Kiriakoff 1963. Quadricalcarifera medioviridis ingår i släktet Quadricalcarifera och familjen tandspinnare. Inga underarter finns listade i Catalogue of Life.